# Šodolovci
 Šodolovci  è un comune della Croazia di 1 955 abitanti della Regione di Osijek e della Baranja.